# Piet Salomons
Pieter „Piet“ Johannes Alexander Salomons (* 14. Juli 1924 in Batavia (heute Jakarta); † 8. Oktober 1948 in Schiedam) war ein niederländischer Wasserballspieler. Mit der niederländischen Nationalmannschaft wurde er Olympiadritter 1948.

## Sportliche Karriere
Piet Salomons spielte für den Haagse Zwem- en Polo Club aus Den Haag.
Bei den Olympischen Spielen 1948 in London gewann die niederländische Mannschaft zunächst ihre Vorrunden- und dann auch ihre Zwischenrunden- und Halbfinalgruppe. In die Finalrunde nahmen die Niederländer ein Unentschieden gegen Belgien aus der Halbfinalrunde mit. Nach einem weiteren Unentschieden gegen Ungarn und einer 2:4-Niederlage gegen Italien erhielten die Niederländer die Bronzemedaille. Joop Rohner hütete in fünf Partien das Tor, Ersatztorwart Piet Salomons durfte in einem Erstrundenspiel und in einem Zweitrundenspiel mitwirken.
Nur wenige Monate nach den Olympischen Spielen starb Piet Salomons, als er sich am Bahnhof von Schiedam vor einen Zug warf.